# Ouvido absoluto
Ouvido absoluto é um fenômeno auditivo, geralmente considerado raro, que se caracteriza pela habilidade de uma pessoa identificar ou recriar uma dada nota musical, mesmo sem ter um tom de referência.
Portanto, uma pessoa com ouvido absoluto tem a capacidade de  formar uma imagem auditiva interna de qualquer  tom musical  marcado por um símbolo apropriado (nota, letra). Assim, pode naturalmente identificar qualquer tom acusticamente apresentado (ouvido absoluto passivo) e, mais raramente, cantar qualquer tom de memória, sem referências externas (ouvido absoluto ativo). A distinção entre os ouvidos passivo e ativo não parece ser muito importante. Não há evidências de que uma pessoa possa ter um bom ouvido absoluto ativo enquanto falhe no passivo ou vice-versa. As pessoas que têm um verdadeiro ouvido absoluto afirmam que reconhecem tons imediatamente e sem usar truques como o zumbido ou assobio.
Embora o ouvido absoluto em seres humanos normalmente seja dependente da classificação dos tons de acordo com as convenções de notação musical, não é simplesmente o nome da nota musical que pode ser identificado mas sim as próprias qualidades da nota, segundo os dotados dessa habilidade. As características de um tom são identificadas com maior exatidão do que mais ou menos uma tolerância de frequência de 70% predefinida pelo intervalo de semitons que forma a menor unidade na notação musical ocidental. O possuidor de tal ouvido pode dizer se um tom tocado acusticamente é mais agudo ou mais baixo em relação a uma entonação padrão interna a tal possuidor. Verifica-se que a entonação padrão de diferentes possuidores de ouvido absoluto pode ser diferente, dependendo do nível de entonação a que tenham sido expostos quando crianças. Isso se torna evidente quando possuidores de ouvido absoluto relatam achar difícil  escutar ou tocar música em um nível de afinação que difere do seu padrão interno.
No idioma inglês, tal capacidade de ouvir e, imediatamente, reproduzir o som ouvido é chamada  perfect pitch. A expressão  sugere, porém, que possuidores de ouvido absoluto são abençoados com audição bem melhor do que a das outras pessoas ou que são, de certo modo, capazes de medir a frequência apenas por ouvir, com bastante exatidão, a nota. Isso não é bem verdade. Embora essas pessoas, assim como a maioria dos músicos, sejam capazes de avaliar sons mais precisamente que outros, isto está relacionado à sua devoção ao som e, em especial, ao treino. Em experimentos de percepção sonora, possuidores de ouvido absoluto produzem resultados que normalmente não são diferentes dos de outras pessoas. Em especial, nos ouvidos dos  possuidores de ouvido absoluto  ocorrem mudança de percepção e desvios de oitava, assim como em pessoas "normais". Possuidores de ouvido absoluto tendem a esticar a escala de  tons.
A capacidade de produzir música subjetiva (música interna do cérebro) é recorrente em alguns portadores da síndrome de Asperger.

## Tipos de ouvido absoluto
Em seu artigo sobre ouvido absoluto no New Grove Dictionary of Music and Musicians, o músico Richard Parncutt e o psicólogo cognitivo Daniel Levitin, apresentaram os seguintes tipos de ouvido absoluto: passivo, ativo e muito fino.

### Ouvido absoluto passivo
Uma pessoa com ouvido absoluto passivo é capaz de identificar as notas individuais que escuta, além da tonalidade de uma composição (assumindo que possui um certo nível de conhecimento musical), porém não é capaz de cantar as notas necessárias sem referência externa.
Entre os autistas e savants, a incidência de ouvido absoluto se encontra a 1/20 ou mais. O ouvido absoluto também é comum entre aqueles que possuem a Síndrome de Williams.

### Ouvido absoluto ativo
As pessoas com ouvido absoluto ativo têm a capacidade de cantar qualquer nota que se lhe é solicitada, sem ter outra como referência. O número de possuidores de ouvido absoluto ativo nos Estados Unidos é de 1/10.000. Nem todas as pessoas com ouvido absoluto ativo são músicos, contudo a preparação musical é necessária para o completo desenvolvimento do potencial auditivo de uma pessoa com ouvido absoluto.

### Ouvido absoluto muito fino
As pessoas com ouvido absoluto muito fino não só são capazes de reconhecer uma nota pelo seu nome, como também saber quando uma nota está ligeiramente mais aguda ou mais baixa com respeito ao padrão de afinação comum (440 Hertz). Esta habilidade é extremamente rara.
Alguns músicos com ouvido absoluto muito fino são capazes de reconhecer se uma obra está desafinada com respeito à afinação comum à uma distância de poucos savarts. Um savart é a unidade de afinação, ou seja, a quantidade de desafinação que pode ser percebida por um ouvido. Equivale a 4 cents. Um cent é a centésima parte de um semitom. Estima-se que apenas uma a cada 650 pessoas no mundo possuam tal capacidade.

## Estudos científicos
Fisicamente e funcionalmente, o sistema auditivo de um ouvinte absoluto não parece ser mensuravelmente diferente de um não-absoluto. Pelo contrário, "A percepção do ouvido absoluto não é dependente de um tipo especial de ouvido;  reflete uma habilidade especial para analisar informações de frequência, presumivelmente envolvendo processamento cortical de alto nível. "Ouvido absoluto é um ato de cognição, necessitando memória da frequência, um símbolo para a frequência (como "Si bemol"), e da exposição para o alcance do som envolvidos por esse símbolo categórico. Ouvido absoluto pode ser diretamente análogo ao reconhecer cores, fonemas (sons da fala) ou outra percepção de estímulos sensoriais categórica. Mesmo que a maioria das pessoas já aprenderam a reconhecer e nomear a cor azul pela sua frequência, é possível que aqueles que tiveram (por volta das idades de 3 e 6) uma significativa exposição aos nomes dos tons musicais identifiquem, por exemplo, um C3 (Dó central). No entanto, pode ser genético, possivelmente traço genético autossômico dominante, ainda que "poderia ser nada mais que uma capacidade humana geral cuja expressão é fortemente distorcida pelo nível e tipo de exposição à música que as pessoas experimentam em uma determinada cultura".
Segundo algumas estatísticas, somente 0,01% da população tem essa habilidade (1 em cada 10 000). Tais estatísticas porém se baseiam em testes realizados somente com músicos; os resultados foram então extrapolados para toda a população, assumindo, portanto, a discutível hipótese de que quem não conhece música não possa ter ouvido absoluto. Pesquisas sobre o assunto realizadas em 2008 pela Eastman School of Music juntamente com o Department of Brain and Cognitive Sciences da Universidade de Rochester, nos Estados Unidos, prepararam testes aplicáveis a qualquer indivíduo (mesmo não sendo músico), e esses testes indicaram que o ouvido absoluto é na verdade muito mais frequente do que se esperava. O pesquisador Gaby Lanyi defende que, potencialmente, toda pessoa nasce com  ouvido absoluto mas a a maior parte da população perde essa capacidade depois do primeiro ano de vida porque não é dada suficiente  importância ao desenvolvimento da linguagem musical.

### Influência da experiência musical
O sentido do ouvido absoluto parece ser influenciado pela exposição cultural à música, especialmente na familiarização da igual-temperada escala de Dó maior. A maioria dos ouvintes absolutos que foram testados a este respeito, identificou os principais tons da escala de Dó maior mais fiavelmente e, com exceção do Si, mais rapidamente do que os cinco tons sustenidos, o que corresponde à maior prevalência destes tons em simples experiências musicais. Um estudo alemão de não-músicos também demonstrou um viés por usar os tons da escala de Dó maior em um discurso comum, especialmente em sílabas relacionadas com a ênfase.

### Percepção
Embora o ouvido absoluto se radica na capacidade de perceber e identificar a cor do tom - onde a cor é uma interpretação psicológica de uma frequência vibratória fundamental - ouvido absoluto não é uma capacidade aumentada para perceber e discriminar gradações de frequências sonoras, mas sim a capacidade de categorizar mentalmente sons em áreas de altura predefinidas. O senso de audição de um ouvinte absoluto é mais preparado do que a de um não absoluto (normal); além disso, as tarefas de identificação (reconhecer e nomear uma nota) e de discriminação (detectar mudanças ou diferenças nas taxas de vibração) são realizados com diferentes mecanismos cerebrais.

### Problemas potenciais
Pessoas com ouvido absoluto se sentem irritados quando uma peça musical é transposta para outro tom ou tocada em um padrão diferente. Músicos com ouvido absoluto podem falhar com relação a desenvolver as habilidades de um ouvido relativo quando seguindo os currículos de padrão persistindo em vez de um hábito de música conceptualizadora como uma sequência de tons absolutos. Assim, acham difícil transpor ou tocar um instrumento transpositor. Possuidores de ouvido absoluto também são conhecidos por acharem difícil tocar com uma orquestra que esteja afinada fora do padrão original (A4=440 hertz.)

## Principais habilidades
Pessoas dotadas de ouvido absoluto teriam, portanto, habilidades tais como:
- Nomear notas e acordes apenas por ouvi-los
- Cantar qualquer tom usando a memória (sem nenhum tom de referência)
- Cantar canções pelo ouvido (após apenas escutá-las)
- Compor música usando a própria memória
- Identificar tons de canções apenas por ouvi-las
- Ler folhas de música mentalmente
- Saber se um tom está ligeiramente mais alto ou mais baixo, sem usar uma referência externa

## Artistas com ouvido absoluto

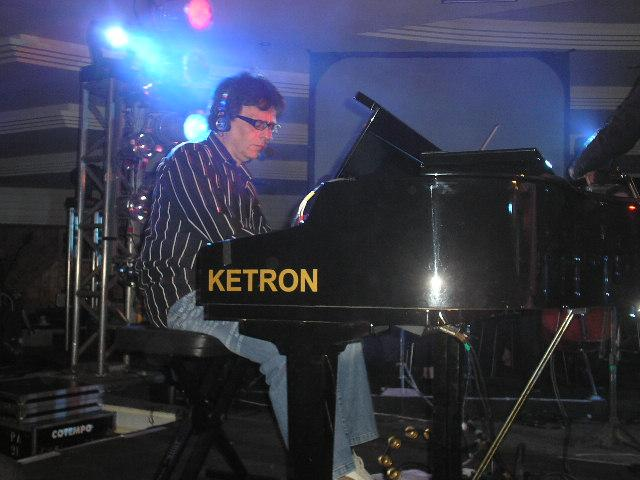
Maestro Cleberson Horsth

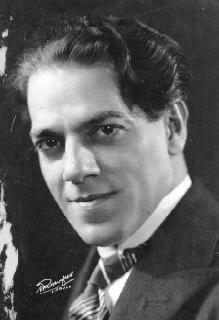
Heitor Villa-Lobos, Compositor Brasileiro reconhecidos com essa capacidade

Ao longo do tempo, muitos artistas, entre cantores, pianistas, maestros, guitarristas, violinistas e personalidades, têm sido reconhecido por tais habilidade.
Artistas reconhecidos com essa capacidade:
- Juliana D'Agostini - Pianista Brasileira.
- Cleberson Horsth - Integrante do Grupo Roupa Nova.
- Fabio Lima - Violonista e YouTuber Brasileiro.
- Robson Miguel - Violonista Brasileiro.
- Heitor Villa-Lobos - Compositor Brasileiro. Algumas de suas composições, se deve a essa capacidade.
- Guilherme de Sá - Ex-Vocalista do Grupo Rosa de Saron. Fontes dizem que ele consegue cantar e identificar um acorde sem nenhum tom de referência.
- Joao Gilberto - Cantor, Compositor e Violonista Brasileiro
- Whindersson Nunes - YouTuber, Humorista e Cantor Brasileiro.
- Christine Anderson - "Coisas fora de sintonia fazem-me sentir meio intoxicada... mas no bom sentido. Como se eu estivesse num carnaval em um sonho. Não sei se faz muito sentido, mas eu tenho um ótimo reconhecimento de notas. Eu vejo cores para diferentes tons, notas, etc." [Christine Anderson, pianista e cantora dos EUA]
- Yngwie Malmsteen
- Julie Andrews
- Jill Scott
- Celine Dion
- Claudio Arrau - "O garoto Arrau", com 6 anos de idade, desceu do piano para comer alguns doces e, entre um e outro tratamento, os músicos tocaram acordes para ele, umas dez notas de cada vez. De costas para o piano, ele identificou os acordes perfeitamente, nota por nota, como se estivesse identificando objetos domésticos.[Claudio Arrau, pianista chileno. Trecho retirado de  Arrau on Music and Performance, Dover, 1999]
- Ritchie Blackmore - "Assim, na prática, posso ouvir diversos tons. Eu era obcecado com o G (Sol) por algum tempo. G é muito brilhante, e muito óbvio. F# menor é muito sutil. E (Mi) é muito pouco forte. Então você tem D (Ré), que lembra muito a primavera. D é um acorde muito antigo, como se fosse renascentista . A (Lá) menor é provavelmente meu tom favorito neste momento. Com E, penso que é um pouco básico algumas vezes." (Ritchie Blackmore, guitarrista. Trecho retirado de Interview on Guitar, de dezembro de 1996)Hayley Westenra

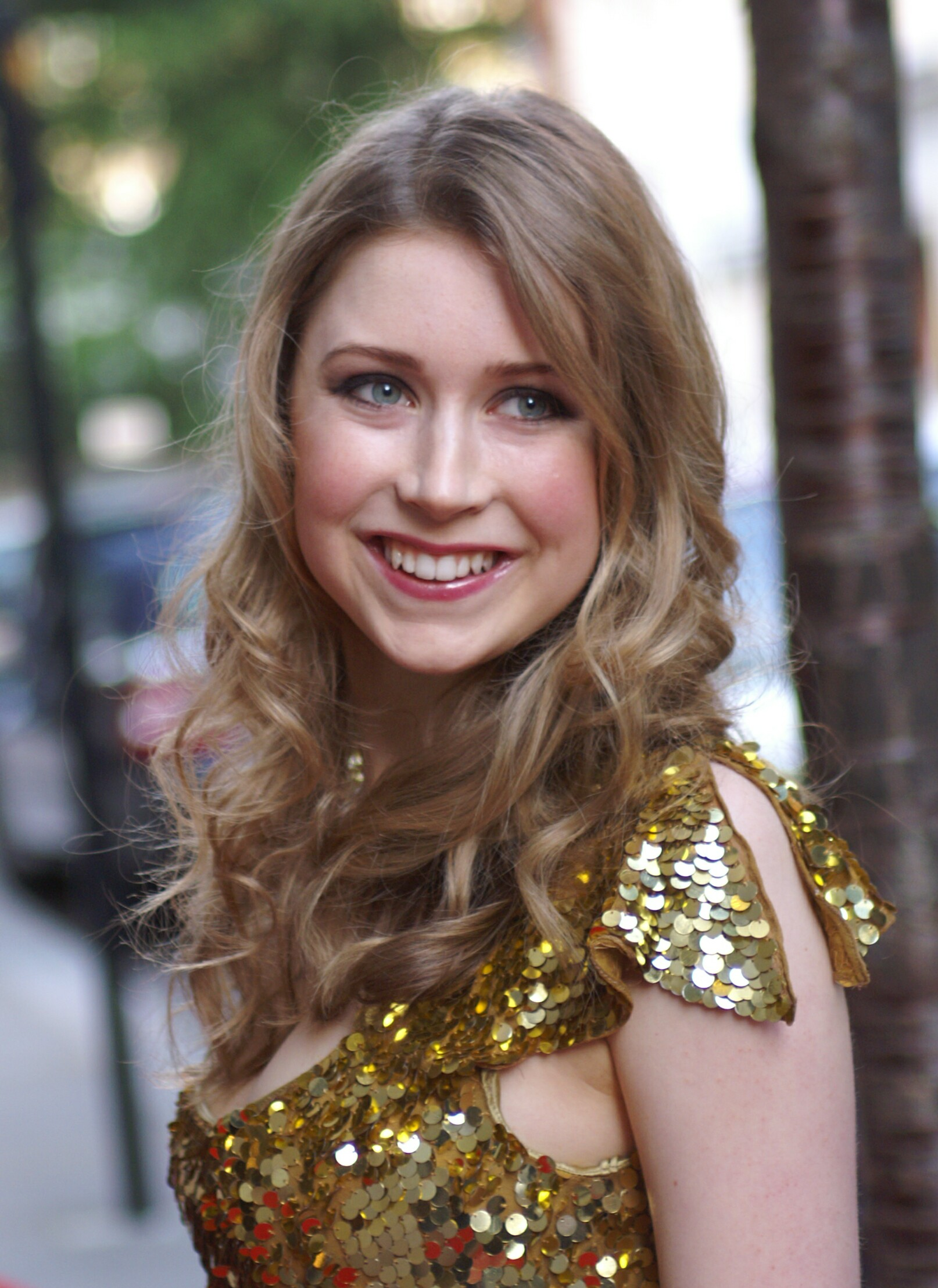
Hayley Westenra

- Michelle Branch - "A primeira documentação do meu canto foi quando eu tinha três anos de idade. Meus pais decidiram que íamos gravar uma fita com eu cantando minhas músicas favoritas e enviá-lo para a minha avó. Eu usei ouvido absoluto para cantar, embora eu não soubesse a maior parte das palavras." (Michelle Branch, guitarrista americana.)
- Hayley Westenra
- Hermeto Pascoal
- Benjamin Britten - Britten, por ter ouvido algumas canções no gramofone da escola, transcreve a melodia para ela, no seu tom correto. (Benjamin Britten, condutora e compositora inglesa. Trecho retirado de Letters from a Life: Selected Letters and Diaries of Benjamin Britten, Vol. 1, Letter 10 [à sua mãe])
- Mariah Carey - "Felizmente, ela descobriu a arte de cantar e tinha um talento natural para isso. Tendo ouvido absoluto, ela podia cantar de volta exatamente o que ela ouvia com quatro anos de idade." (Mariah Carey, cantora americana. Trecho retirado de Star Bios)
- Ludwig Van Beethoven
- Karen Carpenter
- Doris Day
- Leonard Bernstein
- Pablo Casals - "Quando meu irmão Arturo e eu éramos muito jovens, meu pai fazia-nos ficar atrás do piano. [...] Ele costumava afundar suas mãos sobre o teclado, e tínhamos de enumerar os tons que ouvíamos." (Pablo Casals, Celista, maestro e compositor espanhol. Trecho retirado de José Ma. Corredor, Pablo Casals cuenta su vida. Conversaciones con el maestro. Barcelona: Editorial Juventud, 1975.)
- Frank Sinatra
- Wolfgang Amadeus Mozart
- Charlie Puth
- Frédéric Chopin - O autor afirma que Chopin (pianista e maestro do século XIX) era capaz de distinguir um A441 de um A440.  (Trecho retirado de Harold C. Schonberg, The glorious ones [embora sirva como uma boa fonte de evidências, este livro não é de modo algum recomendado como estudo biográfico, sociológico ou histórico dos indivíduos, personagens e períodos de que trata])
- David Lucas Burge - Criador do The Perfect Pitch Ear Training Super CourseBing Crosby
- Bing Crosby - "Certa fonte diz que ele tinha ouvido absoluto e podia cantar uma canção que ele não sabia só de ouvir alguém a zumbindo para ele." (Bing Crosby, cantor e ator americano. Trecho retirado de Gary Giddins, Bing Crosby: A Pocketful of Dreams, Little Brown & Company, 2001)
- Jacqueline du Pré - "Eu estava assistindo a um vídeo de seu concerto Jacqueline du Pré e os Elgar Cello. Antes do desempenho real, mostrou-se seu trabalho com um de seus alunos para o concerto tocando instrumentos de corda, ela era capaz de tocar o instrumento e, em seguida, cantar a frase em perfeita sintonia, ela fez isso várias vezes ao longo de todo o vídeo. Como eu conheço o concerto, eu poderia dizer de imediato que ela estava em perfeita sintonia. Poucos meses depois eu estava lendo um livro chamado "Jacqueline, uma biografia", neste livro é mencionado um incidente (por sua mãe concerto Pianista Iris Greep), que ocorreu quando Jacqueline tinha cerca de 8 ou 9 anos de idade. Ela estava se preparando para tocar em uma competição e ao passo que direcionavam-se ao lugar de sua apresentação, o relógio conhecido como Big Bang tocou. Instantaneamente ela nomeou o intervalo entre um toque e outro e os dois tons que havia ouvido com perfeita exatidão." (Jacqueline Du Pré, celista inglesa. Trecho retirado de Jacqueline Du Pré and the Elgar Cello Concerto video e Carol Easton, Jaqueline Du Pré: A Biography, Da Capo, 2000 [há muitas biografias de Jacqueline Du Pré, mas esta parece ser a que mais se parece com o título dado no testemunho)
- Nat King Cole
- Ella Fitzgerald - "Basta ouvir a forma como ela pode iniciar uma música antes de sua banda, e mesmo assim permanece em perfeita sintonia. Em seu  álbum ao vivo em Berlim, sua canção How High The Moon, mostra, especialmente no final, quando o ritmo da música cai, e ela modula através de vários tons e tonalidades." (Ella Fitzgerald. Cantora americana.)
- Stevie Wonder
- Michael Jackson
- Georg Friedrich Händel
- Barbra Streisand
- Gerardo Gandini - "Gandini estava sentado ao piano, falando sobre o escritor argentino Macedonio Fernández, com quem ele fez uma ópera com um libretto por Ricardo Piglia, e disse que a personalidade de Macedonio era similar ao tom de Fá menor. Parece muito pouco provável que ele pudesse fazer esse tipo de comparação sem possuir ouvido absoluto. (Gerardo Gandini, pianista e compositor argentino.)
- David Helfgott - "Eu produzi dois dos CDs de David, Brilliantissimo e Brave New World, para a BMG Classics. Eu tinha ouvido muito sobre seus dias de estudante no Royal College of Music de pessoas que estavam lá com ele, incluindo algumas histórias indicando que ele possui ouvido absoluto (por exemplo, ele pode tocar no piano qualquer coisa que ele acabou de ouvir no rádio, como uma sinfonia).  Antes de tomar face a este valor, no entanto, decidi levar a cabo alguns testes objectivos. Enquanto gravava Brillantismo, eu pedi para David nomear notas que eu escolhi aleatoriamente sobre o piano Bechstein na sala onde estávamos gravando. Enquanto ele estava desocupado no camarim bem longe da vista do piano, ele nomeou corretamente cada nota que eu toquei. Então, eu toquei um acorde desconhecido de 8 notas com muitos intervalos incomuns, e novamente, ele nomeou cada nota do acorde sem hesitar. Tenho de dizer que fiquei impressionado!" (David Helfgott, pianista australiano.)Frank Sinatra
- Ray Charles
- Miles Davis

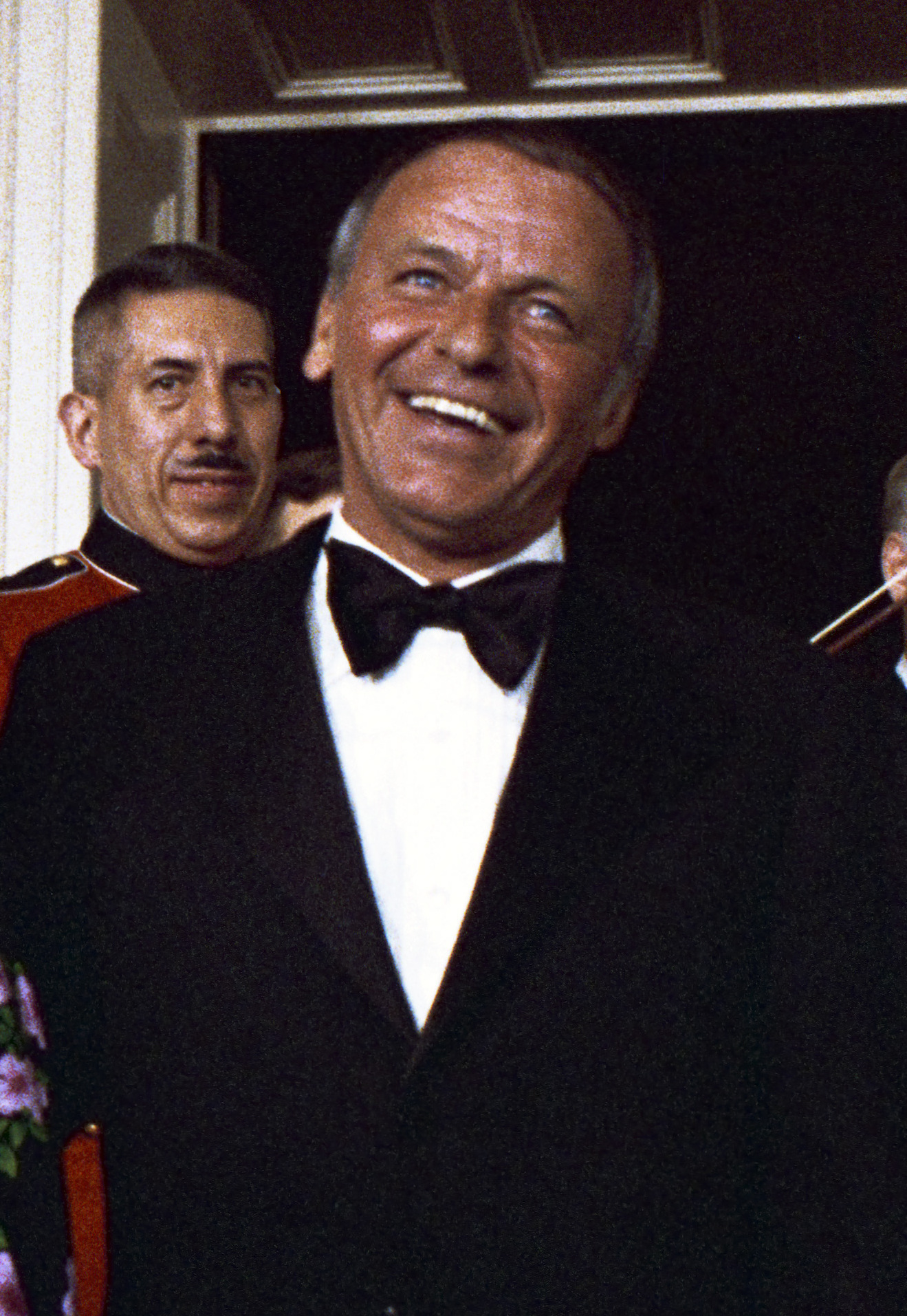
Frank Sinatra

- Jimi Hendrix - "Quando ele começou a aprender guitarra, não podia comprar um diapasão, por isso ele foi na loja de música local, percorreu seus dedos sobre as cordas, foi para casa e afinou-a. Como a guitarra tem quartas em seus intervalos entre cordas, só alguém com ouvido absoluto poderia ter feito isso, ou qualquer pessoa com um afinador digital ou um ouvido de 2 meses de aula de guitarra. Embora Hendrix nunca tivesse aprendido a ler música escrita, no início de sua carreira como sideman ele poderia aprender o novo repertório inteiro de uma banda em uma ou duas horas por ouvir as músicas apenas uma vez. Mais uma vez, isso vai além de alguém com ouvido absoluto." (Jimi Hendrix, guitarrista e cantor americano. Trecho retirado de Austin Prichard-Levy e Totte Willén.)
- Yanni - "O entrevistador começou a tocar aleatoriamente notas no teclado, e Yanni, sem hesitação, identificou com precisão cada uma delas. Ele tem ouvido absoluto, e compõe suas próprias músicas." (Yanni, compositor e pianista grego. Trecho retirado de Stephen Knopp)
- Steve Vai - Em seus shows ele chama as pessoas pra cantar e fazer sons, rapidamente ele consegue reproduzir em sua guitarra com perfeição os sons,e isso é apenas ma brincadeira que ele gosta de fazer em seus concertos.
- Dick Farney
- João Gilberto
- Yo-Yo Ma
- Oscar Peterson - "Eu comprei um vídeo sobre a vida de Oscar Peterson no qual sua irmã estava sendo entrevistada. Ela disse que, quando eles eram jovens, ambos tiveram aulas de piano e um dia eles estavam testando os ouvidos um do outro. Oscar era capaz de nomear até cinco tons agregados sem olhar para o piano" (Oscar Peterson, pianista e músico de jazz canadense.)
- John Logan Skelton - "Ele contou-nos histórias sobre ouvido absoluto no seus tempos de escola e disse que, quando tinha  cerca de 6 anos, seu professor o testou e ele lembra que sabia o que as notas eram, mas não sabia como eram chamadas." (John Logan Skelton, pianista e compositor americano.)
- Chuu (Loona)
- Kim Dahyun (Twice)
- Kim Taehyung (BTS) [4]
- So Hyang
- Laíla [5]